# Рудолф Льовенщайн
Рудолф Морис Льовенщайн (на английски: Rudolph Maurice Loewenstein) е полско-френски-американски психоаналитик.

## Биография
Роден е на 17 януари 1898 година в Лодз, Полско кралство, Руска империя. След като учи медицина и неврология в Цюрих, Льовенщайн е анализиран в Берлин от Ханс Закс. Става член на Германското психоаналитично общество през 1925. Същата година започва да практикува като преподаващ аналитик в Париж, където обучава редица бъдещи аналитици, включително известния Жак Лакан. През 1926 основава първото Френско психоаналитично общество (на френски: Société psychanalytique de Paris) заедно с осем други психоаналитици, включително Рене Лафорг, Мари Бонапарт, Реймонд дьо Сосюр и Анжело Еснар. Избран е за секретар на Френското психоаналитично общество. През 1927 участва в създаването на Френско периодично списание за психоанализа (на френски: Revue française de psychanalyse). През 1946 г. се жени за Елизабет Гелеерд, също психоаналитик.
Умира на 14 април 1976 година в Ню Йорк на 78-годишна възраст.